# Premio simpatia
Il Premio simpatia, detto anche oscar capitolino, è un premio che viene conferito annualmente a partire dal 1971 a coloro i quali si sono distinti nel sociale indipendentemente dal settore in cui operano. La premiazione avviene al Campidoglio di Roma. Tra i premiati più illustri vi è il Presidente della Repubblica Italiana Sandro Pertini nel 1985.

## La storia
Nel 1967 viene istituito, per volere di Domenico Pertica il Comitato Romano Incremento Attività Cittadine e Regionali; tale comitato si prefigge di risolvere problemi culturali, morali, economici e sociali, e di tutelare il patrimonio storico, artistico, ed ambientale. Dopo l'anno di istituzione varie furono le iniziative intraprese e diversi furono i premi consegnati anche con altri nomi come il "Premio Picar", "Il Premio giornalistico Villa Pamphili" o "La lumaca d'oro"; solo nel 1971, dopo quattro anni dalla fondazione del comitato, fu istituito il "Premio simpatia"; annualmente le premiazioni vengono svolte al Campidoglio di Roma.

## Il premio
Il "Premio simpatia" è ideato da Domenico Pertica, ma ha ascendenze storiche di Aldo Palazzeschi e Vittorio De Sica; viene realizzato dal Comitato Romano Incremento Attività Cittadine. L'oscar capitolino ha per simbolo una rosa in bronzo, opera dello scultore Assen Peikov. Nel 2001 un Oscar capitolino viene riconosciuto alla memoria di Domenico Pertica.

## La giuria
L'elenco dei premiati viene stilato da una giuria composta in data 17 Marzo 2025 da:
- Renzo Arbore
- Giorgio Assumma
- Pippo Baudo
- Verdiana Bixio
- Nicola Maccanico
- Christian De Sica
- Marisela Federici
- Carlo Gianni
- Simona Marchini
- Alessandro Nicosia
- Carlotta Proietti
- Carlo Verdone
- Roberto Gualtieri in qualità di sindaco di Roma
- Miguel Gotor in qualità di assessore alla cultura del comune di Roma

## I premiati
Di seguito vengono riportati i nomi dei premiati più famosi nei vari anni.

### 1971 - 1ª edizione
- Aldo Palazzeschi
- Anna Mazzamauro
- Arnoldo Foà
- Carlo D'Angelo
- Carmen Villani
- Clelio Darida
- Domenico Modugno
- Edoardo Vianello
- Elsa De Giorgi
- Enrico Montesano
- Francesca Romana Coluzzi
- Isabella Biagini
- Maria Grazia Buccella
- Mita Medici
- Ottavia Piccolo
- Paolo Villaggio
- Pino Caruso
- Renzo Arbore
- Silvia Dionisio
- Ubaldo Lay
- Wilma Goich

### 1972 - 2ª edizione
- Alberto Bevilacqua
- Angelo Dell'Acqua
- Annabella Incontrera
- Corrado Cagli
- Fausto Tozzi
- Federico Fellini
- Franco Di Bella
- Giulio Onesti
- Giuseppe Parlato
- Lilla Brignone
- Manuel De Sica
- Rafael Alberti

### 1973 - 3ª edizione
- Antonio Ghirelli
- Cesare Zavattini
- Federico Fellini
- Gabriella Ferri
- Giulio Andreotti
- Guido Alberti
- Luciano Minguzzi
- Luigi Dallapiccola
- Luigi Traglia
- Maria Bellonci
- Pericle Fazzini
- Vanni Scheiwiller

### 1974 - 4ª edizione
- Adelina Tattilo
- Alberto Arbasino
- Aldo Giuffré
- Aldo Raimondi
- Christian De Sica
- Claudia Cardinale
- Edmondo Bernacca
- Emilio Greco
- Fausto Papetti
- Franco Zeffirelli
- Giorgio Albertazzi
- Michele Maffei
- Nino Rota
- Severino Gazzelloni
- Ugo Poletti
- Umberto Lenzini
- Vittorio Ceccarelli

### 1975 - 5ª edizione
- Isabella Biagini
- Cesare Andrea Bixio
- Checco Durante
- Publio Fiori
- Francesco Grisi
- Domenico Modugno
- Sandra Mondaini
- Ennio Morricone
- Pierino Prati
- Renato Rascel
- Raimondo Vianello

### 1976 - 6ª edizione
- Anthony Quinn
- Claudio Villa
- Dagmar Lassander
- Felice Gimondi
- Franca Valeri
- Giorgio Saviane
- Leopoldo Valentini
- Maurizio Arena
- Paolo Panelli
- Pier Paolo Pasolini (alla memoria)

### 1977 - 7ª edizione
- Alberto Sordi
- Bruno Modugno
- Gianni Ferrio
- Goffredo Petrassi
- Mario Sironi (alla memoria)
- Nicoletta Orsomando
- Paolo Carlini
- Rossella Como
- Silvana Pampanini
- Ugo Attardi

### 1978 - 8ª edizione
- Ettore Scola
- Fioretta Mari
- Iva Zanicchi
- Lando Buzzanca
- Mario Maranzana
- Monica Vitti
- Nino Manfredi
- Paolo Rossi

### 1979 - 9ª edizione
- Adriana Asti
- Carlo Verdone
- Dario Bellezza
- Elio Pecora
- Renzo Arbore
- Sandra Milo
- Sergio Leone
- Luigi Del Mastro

### 1980 - 10ª edizione
- Giulietta Masina
- Leopoldo Mastelloni
- Lianella Carell
- Marco Risi
- Paolo Spriano
- Patrizia De Clara
- Pino Calvi

### 1981 - 11ª edizione
- Ciccio Ingrassia
- Dino Viola
- Eleonora Brown
- Franco Franchi
- Gianni Agus
- Ileana Ghione
- Leonardo Sciascia
- Luigi Magni
- Mario Monicelli
- Nanni Loy
- Paola Borboni
- Pupi Avati
- Roberta Paladini
- Vittorio Gassman

### 1982 - 12ª edizione
- Antonello Venditti
- Antonio Ruberti
- Carmen Russo
- Corrado Guerzoni
- Gianni Minà
- Gigi Vesigna
- Giovanna Bemporad
- Giovanna Ralli
- Luciana Turina
- Lucio Colletti
- Luigi Squarzina
- Maurizio Nichetti
- Nada
- Palma Bucarelli
- Paola Pigni

### 1983 - 13ª edizione
- Anna Maria Mori
- Cesare Brandi
- Corrado
- Dino Viola
- Ezio Zefferi
- Fiorenzo Fiorentini
- Gabriella Carlucci
- Lina Wertmüller
- Oreste Lionello
- Piera Degli Esposti
- Viola Valentino
- Raimondo Bultrini

### 1984 - 14ª edizione
- Aldo Biscardi
- Aldo Giuffré
- Angelo Branduardi
- Antonio Maccanico
- Emanuele Macaluso
- Ettore Scola
- Fabio Isman
- Gianni Letta
- Giovanni Russo
- Mario Maranzana
- Mariolina Sattanino
- Miriam Mafai
- Sandro Tovalieri
- Simona Izzo

### 1985 - 15ª edizione
- Alberto Lattuada
- Antonello Trombadori
- Antonello Venditti
- Barbara De Rossi
- Gigliola Cinquetti
- Luca Barbareschi
- Gigi Proietti
- Mario Verdone
- Michael Ende
- Pasquale Festa Campanile
- Sandro Pertini
- Susanna Agnelli
- Renato Porziani

### 1986 - 16ª edizione
- Carlo Lizzani
- Elsa Morante (alla memoria)
- Francesco Graziani
- Giuseppe Chiarante
- Luca De Filippo
- Micol Fontana
- Nanni Loy
- Nilde Iotti
- Piero Ostellino

### 1987 - 17ª edizione
- Andrea Manzella
- Cesare De Michelis
- Enrica Bonaccorti
- Federico Fazzuoli
- Franz Maria d'Asaro
- Gian Luigi Rondi
- Gianfranco Amendola
- Gianfranco D'Angelo
- Lina Sastri
- Luciano De Crescenzo
- Maria Giovanna Elmi
- Maurizio Costanzo
- Maurizio Ferrara
- Piero Angela

### 1988 - 18ª edizione
- Andy Luotto
- Antonio Lubrano
- Antonio Spinosa
- Biagio Agnes
- Donatella Rettore
- Ennio Cavalli
- Giovanni Spadolini
- Lino Banfi
- Marisa Laurito
- Nino Frassica
- Sabrina Ferilli
- Simona Marchini

### 1990 - 20ª edizione
- Amedeo Minghi
- Anna Marchesini
- Antonio Matarrese
- Athina Cenci
- Donatella Raffai
- Edwige Fenech
- Emanuela Falcetti
- Enrico Manca
- Giovanni Minoli
- Massimo Lopez
- Nilla Pizzi
- Romano Mussolini
- Rosa Russo Iervolino
- Sandro Curzi
- Tullio Solenghi
- Vittorio Sgarbi

### 1991 - 21ª edizione
- Achille Occhetto
- Franz Borghese
- Gianpaolo Sodano
- Giuseppe Tornatore
- Laura Biagiotti
- Livio Zanetti
- Michele Santoro
- Paolo Cirino Pomicino
- Paolo Villaggio
- Rita Levi-Montalcini
- Roberto Formigoni
- Sandro Mayer
- Serena Dandini
- Silvana Giacobini

### 1992 - 22ª edizione
- Anita Durante
- Catherine Spaak
- Martufello
- Federico Zeri
- Fulco Pratesi
- Luca Barbarossa
- Maria Luisa Spaziani
- Mario Cecchi Gori
- Vittorio Cecchi Gori
- Mario Scaccia
- Mario Segni
- Paola Gassman
- Patrizia Rossetti
- Rodolfo Gigli
- Ruggero Marino
- Ruggiero Rizzitelli
- Sandro Paternostro
- Sergio Zavoli

### 1993 - 23ª edizione
- Aligi Sassu
- Cristiano Bergodi
- Francesco Rutelli
- Giuseppe Di Piazza
- Mario dell'Arco
- Marisa Merlini
- Ricky Tognazzi
- Sergio Cragnotti
- Stellario Baccellieri
- Thomas Häßler
- Walter Pedullà

### 1994 - 24ª edizione
- Barbara Alberti
- Dario Bellezza
- Enrico Mentana
- Giancarlo Magalli
- Gina Lollobrigida
- Loredana Bertè
- Renato Zero
- Valeria Moriconi
- Antonio Campoli

### 1995 - 25ª edizione
- Carlo Mazzone
- Carmen Lasorella
- Fabrizio Frizzi
- Giorgia
- Liana Orfei
- Luca Giurato
- Luciano Rispoli
- Paolo Conticini
- Riccardo Muti
- Rita dalla Chiesa
- Sydne Rome
- Vincenzo Mollica

### 1996 - 26ª edizione
- Dario Fo
- Franca Rame
- Lucia Annunziata
- Pino Micol
- Renato Minore
- Fiorello

### 1997 - 27ª edizione
- Alberto Arbasino
- Alda D'Eusanio
- Igor Man
- Magali Noël
- Patrizio Roversi
- Pupella Maggio
- Sergio Citti
- Simona Marchini
- Syusy Blady
- Patrizio Cardelli

### 1998 - 28ª edizione
- Antonella Clerici
- Micol Fontana
- Francesco Totti
- Luigi Malerba
- Marcello Sorgi
- Massimo Ghini
- Paolo Limiti
- Pietro Calabrese
- Mauro Fioravanti
- Alcide Pizzinelli

### 1999 - 29ª edizione
- Roberto D'Agostino
- Franco Sensi
- Rita Pinci
- Achille Silvestrini

### 2000 - 30ª edizione
- Piccola Orchestra Avion Travel
- Giorgio Carpaneto
- Lucrezia Lante della Rovere
- Andrea Morricone
- Turi Vasile

### 2001 - 31ª edizione
- Nino Benvenuti
- Valentina Chico
- Luigi Lo Cascio
- Paolo Mieli
- Paola Saluzzi
- Giulio Scarpati
- Alfons Maria Stickler
- Damiano Tommasi
- Silvio Traversa
- Manuela Villa

### 2003 - 33ª edizione
- Aldair
- Dominot
- Paolo Capizzi
- Marco Presta
- Fabio Alberti
- Antonello Dose
- Giancarlo Fisichella
- Carla Fracci
- Laura Freddi
- Ferzan Özpetek
- Valentina Persia
- Carlo Rossella
- Enrico Vaime
- Giancarlo Elia Valori
- Massimo Wertmüller
- Paolo Gatti
- Dora Ferré
- Fabrizio Russotto

### 2004 - 34ª edizione
- Pippo Baudo
- Elena Bonelli
- Franco Castellano
- Umberto Guidoni
- Ugo Longo
- Neri Marcorè
- Siniša Mihajlović
- Elena Sofia Ricci
- Pino Strabioli
- Luca Verdone

### 2005 - 35ª edizione
- Angelo d'Arrigo
- Aurelio De Laurentiis
- Fiorello
- Fabio Liverani
- Giuliano Montaldo
- Anna Proclemer
- Giorgio Tirabassi
- Valerio Virga
- Roberto Vittori
- Walter Veltroni

### 2006 - 36ª edizione
- Piotr Adamczyk
- Corrado Augias
- Cristina Comencini
- Paolo Cuccia
- Maria Grazia Cucinotta
- Fabrizio Gifuni
- Fiorella Mannoia
- Melania Gaia Mazzucco
- Moni Ovadia
- Luca Pancalli
- Andrea Santoro (alla memoria)

### 2007 - 37ª edizione
- Francesco Amato
- Raffaella Carrà
- Simone Cristicchi
- Giuliana De Sio
- Giancarlo Giannini
- Iaia Fiastri
- Gino Landi
- Lia Levi
- Ezio Mauro
- Umberto Rapetto
- Paolo e Vittorio Taviani
- Serra Yılmaz

### 2008 - 38ª edizione
- Oliviero Beha
- Enrico Brignano
- Mario Ceroli
- Carlo Croccolo
- Pino Donaggio
- Giovanni Floris
- Chiara Gamberale
- Flavio Insinna
- Luciana Littizzetto
- Matteo Marzotto
- Alessandra Mastronardi
- Mariangela Melato
- Roberto Napoletano
- Bruno Vespa

### 2009 - 39ª edizione
- Margherita Buy
- Laura Chiatti
- Peppino di Capri
- Stefano Farina
- Lilli Gruber
- Vinicio Marchioni
- Pier Luigi Nervi (alla memoria)
- Ksenija Aleksandrovna Rappoport
- Leo Sanfelice
- Emilio Solfrizzi

### 2010 - 40ª edizione
- Paola Cortellesi
- Luigi Frati
- Claudia Gerini
- Elsa Martinelli
- Noemi
- Massimo Ranieri
- Giuliano Razzoli
- Ornella Vanoni
- Carlo Vanzina
- Enrico Vanzina
- Carlo Verdone

### 2011 - 41ª edizione
- Serena Autieri
- Achille Bonito Oliva
- Cristiana Capotondi
- Enzo Garinei
- Maria Latella
- Giorgio Marchesi
- Riccardo Milani
- Nancy Brilli
- Rocco Papaleo
- Kim Rossi Stuart
- Maurizio Scaparro
- Roberto Vecchioni

### 2012 - 42ª edizione
- Dario Argento
- Carolina Crescentini
- Enzo De Caro
- Antonello Fassari
- Pierfrancesco Favino
- Marco Giallini

### 2013 - 43ª edizione
- Lirio Abbate
- Riccardo Cocciante
- Ivan Cotroneo
- Ilaria D'Amico
- Franco Di Mare
- Eleonora Giorgi
- Filippa Lagerbäck
- Mogol
- Ivan Cotroneo
- Eleonora Giorgi
- Ilaria Occhini
- Francesco Pannofino
- Alessandro Preziosi
- Francesco Rosi
- Margot Sikabonyi
- Martina Stella
- Erminia Manfredi

### 2014 - 44ª edizione
- Marcella Crudeli
- Alex Britti
- Massimo Gramellini
- Irene Ranaldi
- Fulvio Abbate
- Andrea Delogu
- Ennio Fantastichini
- Carlo Giuffré
- Anna Foglietta
- Roberta Lanfranchi
- Antonio Giuliani
- Emanuele Carioti

### 2015 - 45ª edizione
- Milly Carlucci
- Claudio Cerasa
- Carmen Consoli
- Saverio Costanzo
- Carolina Kostner
- Maurizio Mattioli
- Claudia Pandolfi
- Lorenzo Porzio
- Alba Rohrwacher
- Vincenzo Salemme
- Guendalina Salimei
- Claudio Santamaria
- Igiaba Scego
- Dino Zoff
- Ignazio D'Arrigo

### 2016 - 46ª edizione
- Luigi Abete
- Asia Argento
- Giulia Bevilacqua
- Alessio Boni
- Elena Cattaneo
- Ninetto Davoli
- Chiara Francini
- Paolo Genovese
- David Grieco
- Virginia Raffaele
- Piero Terracina
- Anna Valanzuolo Carcaterra
- Federico Zampaglione

### 2017 - 47ª edizione
- Enzo Denaro
- Claudio Giovannesi
- Irene Grandi
- Sabrina Impacciatore
- Roberto Inciocchi
- Michela Monferrini
- Filippo Nigro
- Sergio Pirozzi (sindaco di Amatrice)
- Carlotta Proietti
- Micaela Ramazzotti
- Flavia Rizza – Testimonial cyberbullismo
- Alessandro Roja
- Daphne Scoccia
- SCOMODO - Mensile cartaceo
- Oney Tapia
- Mario Venezia (Presidente Fondazione Museo della Shoah)
- Fabio Troiano

### 2018 - 48ª edizione
- Michela Andreozzi
- Ezio Adriani, medico chirurgo ortopedico
- Maria Teresa Benedetti
- Cristina Bowerman, chef italiana stellata
- Valerio Catoia, giovane eroe
- Domenico De Masi
- DICÒ, artista pop
- Lewis Michael Eisenberg
- Francesca Fabbri Fellini
- Fabrizio Giannini, attore comico
- Umberto Galimberti
- Michele La Ginestra
- Franca Leosini
- Franco Locatelli
- Sara Manfuso, presidente dell'associazione 'Io così'
- Carlo Marroni, giornalista
- Francesca Medolago Albani, Vice Presidente di MediCinema Italia Onlus
- Nonna Nerina di Palombara Sabina
- Franco Palermo, panettiere
- Stefania Pinna, giornalista
- Alfonsina Russo, direttrice del Parco Archeologico del Colosseo
- Lunetta Savino
- Don Pietro Sigurani, parroco della basilica di Sant’Eustachio
- Paola Turci
- Associazione volontari Capitano Ultimo

### 2019 - 49ª edizione
- Mara Venier
- Mario Biondi
- Manuel Bortuzzo
- Mago Forest
- Paola Minaccioni
- Francesca Manzini

### 2021 - 50ª edizione
- Giorgio Parisi
- Nicola Piovani
- Francesco Paolo Figliuolo
- Maria Rosaria Capobianchi
- Alessio D'Amato
- Simone Di Pasquale
- Antonella Attili
- Maria Rita Parsi
- Massimo Gualdi
- Giuseppe Tonini
- Chiara Sbarigia
- Zahara Ahmadi
- Gennaro Arma
- Carlotta Domenici De Luca
- Diego Bianchi
- Francesco Piccolo
- Lucia Vedani
- Renato Di Benedetto
- Federico Bassani
- Monica Contrafatto